# Rayssac
Rayssac település Franciaországban, Tarn megyében. Lakosainak száma 233 fő (2022. január 1.). Rayssac Arifat, Lacaze, Le Masnau-Massuguiès, Mont-Roc, Paulinet, Saint-Pierre-de-Trivisy és Teillet községekkel határos.

## Népesség
A település népessége az elmúlt években az alábbi módon változott:
| Lakosok száma | 250  | 253  | 249  | 242  | 237  | 236  | 234  | 232  | 233  |
|               | 2013 | 2015 | 2016 | 2017 | 2018 | 2019 | 2020 | 2021 | 2022 |